# Dugi marš
Dugi marš je naziv za strateško povlačenje koje je izvršila kineska Crvena armija, kako bi izbjegla ofanzivu nadirućih vojnih snaga Kuomintanga tijekom Kineskoga građanskoga rata.
Ovo je zapravo uopćeni naziv za više marševa, koje je izvršilo nekoliko komunističkih gerilskih armija na jugu tijekom povlačenja na sjever i zapad Kine. Najpoznatiji od tih marševa bio je onaj iz provincije Jiangxi, započet u listopadu 1934. godine. Tamo je Prva frontalna armija Kineske Sovjetske Republike bila pod teškim udarom snažnije vojske Čang Kaj-šeka. Kako bi izbjegla potpuno uništenje, armija je pod komandom Mao Ce-tunga i Ču En-laja izvršila veliko polukružno povlačenje prema sjeveru Kine u ukupnoj dužini od 12,500 km i u trajanju preko 370 dana. Maršruta je išla preko jednih od najneprohodnijih regija zapadne Kine, da bi poslije toga išla sjeverno sve do provincije Shanxi, a duž njega su probijene četvorostruke blokade Čang Kaj Šekovog Kuomintanga.
Dugi marš je u kineskoj povijesti ostao upamćen kao jedan legendarnih podviga kineskih komunističkih gerilaca. U maršu je sudjelovalo 130 000 boraca, od kojih je preživelo samo 10 % njih. Preživjeli su smatrani herojima, te je velik dio njih činio vladajuću garnituru nakon 1949. godine. Ostatak je stradao od iscrpljenosti, bolesti, te stalnih sukoba s lokalnim gospodarima rata. Maovo vođenje armije tijekom Dugog marša osiguralo mu je veliku popularnost unutar Komunističke partije Kine.
Iako je bilo mnogo gubitaka, Dugi marš dao je Komunističkoj partiji Kine potrebnu izolaciju, dopuštajući vojsci da se oporavi i obnovi na sjeveru Kine. Također je od vitalnog značaja pozitivan ugled među seljacima zbog odlučnosti i predanosti preživjelih sudionika Dugog marša. Osim toga, politika koju je Mao naredio svim vojnicima da slijede nazvana osam točaka pozornosti, pomogla je vojsci da izbjegne štetu ili nepoštivanje seljaka unatoč očajnoj potrebi za hranom i priborom. Ta je politika osvojila potporu komunistima među ruralnim seljacima.
Osam točaka pozornosti bile su: 
- Budite pristojni kad govorite.
- Budite pošteni pri kupnji i prodaji.
- Vratite sve posuđene predmete.
- Platite naknadu za sve oštećene.
- Nemojte udarati ili psovati druge.
- Nemojte oštetiti usjeve.
- Nemojte uznemiravati žene.
- Nemojte zlostavljati zatvorenike.